# コニシタカコの自殺
コニシ タカコ (漢字表記不詳、1973年 - 2001年11月) は、東京都に居住していた日本人の会社員で、2001年11月15日にアメリカ合衆国ミネソタ州で遺体となって発見された。遺体が発見された場所はデトロイト・レイクスの外れの原野で、発見者は弓矢で狩猟を行っていた男性だった。コニシは11月にミネソタ州ミネアポリスに行った。そこからノースダコタ州ビスマーク、さらにはノースダコタ州ファーゴへと旅をしており、最後にデトロイト・レイクスへ至り、その地で死亡した。死因は自殺と判断された。しかし、当時、一部のメディアが、コニシは1996年のアメリカの映画『ファーゴ』が事実に基づいていると勘違いして、スティーヴ・ブシェミ演じるカール・ショウォルターが隠した金を探し出そうとして死亡したと報道した。

## 自殺
アメリカの映画脚本家兼監督のポール・バーセラー (英: Paul Berczeller) の調査により、コニシの死の原因が映画『ファーゴ』に関する勘違いであるとする説が生まれた原因は、コニシと会話したビスマークの警察官と、英語が話せなかったコニシとの間で生じた誤解に由来することが明らかになった。その後、この説がメディアによって誤って報道され、コニシは映画で埋められた金を探しにアメリカへ来たという都市伝説が生まれた。実際は、コニシが働いていた東京都の旅行代理店が倒産して失職し、コニシは抑鬱に陥っていた。このために、別の仕事を探すことができず、酒も飲み始めた。コニシがミネソタ州に来た理由は、かつて元恋人とともに訪れた場所だったからと推測されている。元恋人は既婚者のアメリカ人で、コニシとは東京都で出会ったが、シンガポールで別の仕事を始めて東京都を去ってしまった。ファーゴは元恋人の故郷だった。コニシがデトロイト・レイクスを歩き回っている姿が目撃されているが、それはコニシが自殺すると決断する前のことだったようだ。コニシは2本のシャンパンを飲んだ後、雪の中を横たわって凍死したと考えられる。前夜、シンガポールにいる元恋人に40分間電話していること、自殺する意思を記した遺書がコニシの両親に送られていることが、自殺説の裏づけとなっている。

## 大衆文化での扱い
コニシの死の実際の経緯の詳細は2003年の短編ドキュメンタリー映画This Is a True Storyで描かれている。監督はポール・バーセラーが務め、コニシ役はオオモリ ミミが演じた。また、コニシの死にまつわる都市伝説を元に、2014年の映画『トレジャーハンター・クミコ』が制作された。2021年にコーヒー・ハウス・プレスで出版されたジャナ・ラーソン (英: Jana Larson) の著書Reel Bay: A Cinematic Essayはコニシとその死にまつわる状況を元としている。